# Trêve (cheval)
Trêve (2010- ) est un cheval de course pur sang anglais qui participe aux courses hippiques de plat. Née en France, propriété de la Famille Head et du Cheikh Joaan Al Thani (Al Shaqab Racing), elle est entraînée par Christiane Head et montée par Thierry Jarnet ou Lanfranco Dettori. Elle a remporté deux fois le Prix de l'Arc de Triomphe, en 2013 et 2014, mais elle est aussi le premier cheval à avoir tenté le triplé dans cette course.

## Carrière de courses

### À 2 et 3 ans
Produit de l'élevage Head, Trêve passa aux ventes de yearlings en août, sans trouver preneur. À nouveau sur le ring en octobre, elle n'attire guère plus les acheteurs, si bien qu'elle est retirée à 22 000 € par son éleveur, Alec Head, qui la confie à l'entraînement à sa fille Christiane Head. Trêve débute en septembre de ses 2 ans à Longchamp par une victoire facile, puis est mise au repos durant l'hiver. Au printemps, elle fait sa rentrée dans une course B à Saint-Cloud, où elle fait grosse impression, et se présente au départ du Prix de Diane à une cote de méfiance. Elle s'y révèle comme une championne d'envergure, en s'imposant de toute une classe par 4 longueurs devant Chicquita, qui devait plus tard briller dans les Oaks irlandaises, et en pulvérisant le record de la course. Durant l'été, elle change de casaque puisqu'elle est vendue pour moitié au Cheikh Joaan Al Thani, qui dirige l'écurie Al Shaqab, mais elle reste à l'entraînement chez Christiane Head. Après le repos estival, sa rentrée est programmée dans le Prix Vermeille avec un nouveau cavalier, Lanfranco Dettori, premier jockey de l'écurie Al Shaqab, qui remplace Thierry Jarnet. Sa prestation soulève à nouveau l'enthousiasme, la pouliche gagnant de toute une classe et se plaçant parmi les grands favoris du Prix de l'Arc de Triomphe.  
Dans la grande course d'octobre, Trêve doit faire face à un plateau d'exception, avec le favori japonais Orfevre, deuxième malheureux de l'édition 2012, l'autre japonais Kizuna, lauréat du Derby japonais, ou encore le brillant poulain français Intello (Prix du Jockey Club). Lanfranco Dettori s'étant fracturé l'astragale peu de temps avant l'épreuve, la pouliche retrouve son jockey habituel, Thierry Jarnet et s'élance en tant que deuxième favorite malgré une position très défavorable dans les stalles, où le tirage au sort lui a attribué le numéro 15.  Un peu tendue avant le départ, elle subit un mauvais parcours, faisant toute la course nez au vent (alors que son entraîneur Christiane Head affirmait aux journalistes espérer un parcours caché pour sa pouliche). Pourtant, elle vient très fort dans la fausse ligne droite et pulvérise l'opposition dans la ligne droite, s'imposant de cinq longueurs, parcourant ses derniers 400 mètres en 22,92 s, devant Orfèvre, Intello et Kizuna, ce qui fait de cette pouliche invaincue l'un des plus impressionnants vainqueurs de l'histoire de l'Arc, offrant à son entraîneur un deuxième Arc après Three Troikas en 1979, et à son jockey un troisième après Subotica (1992) et Carnégie (1994). Avec cette victoire Trêve devient la deuxième pouliche de l'histoire avec l'incontournable Zarkava à s'adjuger le triplé Diane/Vermeille/Arc, mais se voit comme elle créditée d'un rating étonnamment faible de la part de Timeform, 134. Elle est néanmoins élue cheval de l'année en Europe et meilleure pouliche de 3 ans, et se classe en tête des classifications FIAH, à égalité avec la championne australienne Black Caviar. Mise au repos par son entraîneur et maintenue à l'entraînement pour 2014, Trêve n'a plus qu'un seul objectif : tenter le doublé dans la mythique course de l'Arc.

### À 4 ans
L'année 2014 va s'avérer compliquée pour Trêve qui connait plusieurs problèmes de santé. Sa rentrée est programmée pour le 27 avril 2014, dans le Prix Ganay. Elle doit y affronter un autre phénomène, l'atypique Cirrus des Aigles. Le terrain est très souple, l'arrivée mémorable. Cirrus prend l'avantage mais à 400 mètres du but Trêve enclenche et vient à sa hauteur. On pense alors qu'elle va la princesse classique va dévorer tout cru le roturier impétrant. Mais il reste 400 mètres, soit un peu plus de vingt secondes de course. Et ces vingt secondes entrent dans l'histoire du sport hippique. Les Anglais avaient le duel Grundy/Bustino dans les King George 75, les Français auront la lutte finale Cirrus des Aigles/Trêve dans le Ganay 2014. À chaque foulée la jument semble prendre quelques centimètres à son rival, mais sans le décrocher. Et ça dure 400 mètres comme ça, l'une des plus formidables bagarres jamais vues à Longchamp. À quelques foulées du poteau, Cirrus le pugnace donne un ultime coup de rein et passe sa tête devant celle de Trêve. Elle a perdu son invincibilité, mais pas son honneur car s'il faut perdre, autant perdre comme ça, au bout d'un moment d'anthologie.    
Trêve a perdu, mais sa rentrée était plus que satisfaisante : après tout elle a été défaite par l'un des meilleurs chevaux du monde, un cheval qui aurait bien pu gagner son Arc s'il n'avait pas été hongre, et qui de plus avait déjà deux courses dans les jambes et un terrain à son goût. Alors on retrouve Trêve avec optimisme en juin, au meeting royal d'Ascot, dans Prince of Wales's Stakes, Mais pour la première fois fois elle déçoit, ne pouvant faire mieux que troisième, avec cependant l'excuse d'une douleur au pied. Puis elle fait son retour à Longchamp dans le Prix Vermeille. Nouvelle désillusion : Trêve est seulement quatrième, elle semble malheureusement ne plus être la championne qu'elle était à 3 ans. En fait elle connait des problèmes vertébraux (au niveau des apophyses), qui l'empêchent d'exploiter sa pointe de vitesse. Malgré une impression générale très défavorable, Christiane Head n'en demeure pas moins convaincue que sa championne peut faire le doublé dans l'Arc. Elle va réussir à la ramener dans une condition physique qu'elle n'avait plus connue depuis l'année de ses trois ans.   
Le premier dimanche d'octobre, le scepticisme général qui entoure Trêve se traduit au betting : la tenante du titre s'élance à une cote de semi-outsider, à 15/1, dans une course où on lui oppose l'armada japonaise (trois partants) et de talentueux poulains et pouliches de 3 ans. Au cours des semaines précédentes, l'entourage de la jument s'était pourtant montré confiant, jugeant meilleure qu'il n'y paraissait sa course dans le Vermeille, soulignant notamment qu'elle avait réalisé un temps remarquable sur 300 mètres avant de « coincer » sur la fin de course. La course de l'Arc se déroule parfaitement pour Trêve, que Thierry Jarnet cale le long de la corde. Elle semble facile durant tout le parcours, et lorsque dans la ligne droite le chemin s'ouvre à la corde, son jockey la lance et en quelques foulées elle prend la mesure de tout le peloton et file au poteau : avec deux longueurs d'avance, Trêve réalise un incroyable doublé, le premier dans l'Arc depuis Alleged en 1977-1978 (et le deuxième pour une jument depuis Corrida en 1936-1937), qui l'installe définitivement tout en haut de la légende des courses. Comme l'a fait remarquer son entraîneur Christiane Head, au cours de sa carrière elle a gagné ses groupes 1 de façons toutes différentes, ce qui est remarquable : après une course d'attente en dernière position dans le Prix de Diane, longtemps coincée au milieu du peloton dans le Prix Vermeille, en venant tout à l'extérieur après une course nez au vent dans l'Arc 2013, et enfin après un parcours à la corde dans l'Arc 2014. « Elle peut tout faire » conclut son entraîneur, estimant que c'est le cheval le plus fantastique qu'elle ait entraîné. Son jockey Thierry Jarnet fait le même compliment: « Trêve est une jument exceptionnelle, je n'ai jamais monté de chevaux de cette trempe ». 
Aussitôt après l'exploit historique de sa championne, son propriétaire Cheikh Joaan Al Thani déclarait que Trêve avait fait ses adieux à la compétition. Mais moins d'une semaine plus tard, il annonçait à la surprise générale que la jument resterait à l'entraînement en 2015, toujours confiée aux soins de Christiane Head et Thierry Jarnet, avec comme objectif ultime un triplé inédit dans l'Arc, et un programme défini à l'avance : Prix Corrida, Grand Prix de Saint-Cloud, Prix Vermeille, Arc. C'est donc la première fois de l'histoire qu'un double vainqueur d'Arc sera revu en compétition.

### À 5 ans
Pour sa rentrée, Trêve se présente au départ du Prix Corrida, un groupe 2 disputé sur 2 100 m, le 29 mai à Saint-Cloud. Elle y affronte un lot bien composé de juments d'âge, dont la plupart ont déjà couru en 2015. Cela ne l'empêche pas de s'imposer en quelques foulées, avec quatre longueurs d'avance, effectuant un retour en piste des plus convaincants. Son programme passe ensuite par le Grand Prix de Saint-Cloud, qui en ce 28 juin 2015 se dispute sous la chaleur et sur un terrain assez ferme : face à elle se présentent deux chevaux qui ont fait l'arrivée de l'Arc en octobre : Flintshire, deuxième ce jour-là et qui passe pour un excellent spécialiste du terrain léger, et Dolniya, alors cinquième, qui a pris du galon en remportant le Dubaï Sheema Classic en mars. Bien que préférant une piste plus souple, Trêve réalise encore une grande performance et domine assez facilement ces deux rivaux du jour pour enrichir son palmarès d'une cinquième victoire au niveau groupe 1. Dernier objectif avant l'Arc : le Prix Vermeille qui se déroule mi septembre, dont elle n'avait pu prendre qu'une inquiétante quatrième place l'an dernier. Mais en cette année 2015, Trêve semble intouchable et l'emporte de toute une classe, de 6 longueurs confirmant sa grande forme à trois semaines de l'Arc.
Le 4 octobre 2015, Trêve se présente en grande favorite au départ de l'Arc. Le temps a été ensoleillé toute la semaine et le terrain bon-souple qui est affiché en ce dimanche à Longchamp ne lui est pas vraiment favorable, elle qui passe pour préférer un terrain plus profond. Trêve a pour principaux adversaires deux redoutables 3 ans : New Bay le Français et Golden Horn le Britannique. Le premier a remporté le Prix du Jockey-Club et le second le Derby d'Epsom, ce sont donc les deux meilleurs poulains de leur génération. Comme en 2013, Trêve effectue tout son parcours en dehors, un peu brillante comme d'habitude. Dans la ligne droite, elle place son accélération mais trouve à qui parler devant où ses deux cadets Golden Horn et New Bay se disputent la victoire en compagnie de Flintshire, son dauphin de 2014, que l'assèchement du terrain favorise. La jument lutte bien mais doit s'incliner, Golden Horn l'emportant nettement devant Flintshire, et la photo-finish qui doit la départager de New Bay rend son verdict : Trêve termine quatrième et ne remportera pas un troisième Arc, malgré les 60 000 personnes qui se sont déplacées en espérant la voir accomplir un exploit sans précédent. Cette défaite, qui ne souffre aucune excuse selon Christiane Head, marque enfin les adieux de Trêve à la compétition, et le début de sa nouvelle carrière de poulinière. Par ses exploits et l'engouement qu'elle a suscité auprès du public, elle demeurera de toute façon l'une des championnes les plus marquantes de l'histoire des courses hippiques.

### Résumé de carrière
| Date         | Hippodrome  | Pays        | Course                    | Statut      | Distance    | Jockey      | Cote        | Place       | Écart       | Vainqueur ou deuxième | Gains       |
| 2012, 2 ans  | 2012, 2 ans | 2012, 2 ans | 2012, 2 ans               | 2012, 2 ans | 2012, 2 ans | 2012, 2 ans | 2012, 2 ans | 2012, 2 ans | 2012, 2 ans | 2012, 2 ans           |             |
| ------------ | ----------- | ----------- | ------------------------- | ----------- | ----------- | ----------- | ----------- | ----------- | ----------- | --------------------- | ----------- |
| 22 septembre | Longchamp   | France      | Prix de Colombes          | Maiden      | 1 600 m     | T. Jarnet   | 53/10       | 1er / 10    | 1 ½         | Holy Salt             | 12 000 €    |
| 2013, 3 ans  |             |             |                           |             |             |             |             |             |             |                       |             |
| 15 mai       | Saint-Cloud | France      | Prix Perruche Bleue       | Course B    | 1 600 m     | T. Jarnet   | 33/10       | 1er / 5     | 3 ½         | Charming Touch        | 17 000 €    |
| 16 juin      | Chantilly   | France      | Prix de Diane             | Gr. 1       | 2 100 m     | T. Jarnet   | 11/1        | 1er / 11    | 4           | Chicquita             | 571 400 €   |
| 15 septembre | Longchamp   | France      | Prix Vermeille            | Gr. 1       | 2 400 m     | L. Dettori  | 11/10       | 1er / 10    | 1 ¾         | Wild Coco             | 199 990 €   |
| 6 octobre    | Longchamp   | France      | Prix de l'Arc de Triomphe | Gr. 1       | 2 400 m     | T. Jarnet   | 9/2         | 1er / 17    | 5           | Orfevre               | 2 742 720 € |
| 2014, 4 ans  |             |             |                           |             |             |             |             |             |             |                       |             |
| 27 avril     | Longchamp   | France      | Prix Ganay                | Gr. 1       | 2 100 m     | L. Dettori  | 3/10        | 2e / 8      | cte enc.    | Cirrus des Aigles     | 68 580 €    |
| 18 juin      | Ascot       | Royaume-Uni | Prince of Wales's Stakes  | Gr. 1       | 2 000 m     | L. Dettori  | 8/13        | 3e / 12     | 2 ¾         | The Fugue             | 67 758 €    |
| 14 septembre | Longchamp   | France      | Prix Vermeille            | Gr. 1       | 2 400 m     | T. Jarnet   | 4/5         | 4e / 9      | 1 ½         | Baltic Baroness       | 19 985 €    |
| 5 octobre    | Longchamp   | France      | Prix de l'Arc de Triomphe | Gr. 1       | 2 400 m     | T. Jarnet   | 11/1        | 1er / 20    | 2           | Flintshire            | 2 857 000 € |
| 2015, 5 ans  |             |             |                           |             |             |             |             |             |             |                       |             |
| 29 mai       | Saint-Cloud | France      | Prix Corrida              | Gr. 2       | 2 100 m     | T. Jarnet   | 4/9         | 1er / 8     | 4           | We Are                | 74 100 €    |
| 28 juin      | Saint-Cloud | France      | Grand Prix de Saint-Cloud | Gr. 1       | 2 400 m     | T. Jarnet   | 4/9         | 1er / 9     | 1 ¼         | Flintshire            | 228 560 €   |
| 13 septembre | Longchamp   | France      | Prix Vermeille            | Gr. 1       | 2 400 m     | T. Jarnet   | 2/5         | 1er / 9     | 6           | Candarliya            | 199 990 €   |
| 4 octobre    | Longchamp   | France      | Prix de l'Arc de Triomphe | Gr. 1       | 2 400 m     | T. Jarnet   | égalité     | 4e / 17     | 2 ¼         | Golden Horn           | 285 500 €   |

## Au haras
Installée pour sa nouvelle carrière de poulinière au Haras de Bouquetot, en Normandie, Trêve est saillie pour la première fois au début de l'année 2016 par l'étalon Dubawi. L'année suivante, elle est présentée au jeune étalon Shalaa, qui lui donne une pouliche nommée Paris. L'étalon le plus cher de France, Siyouni, est choisi en 2018, puis Trêve rencontre en 2019 un autre Arc-Winner, Sea The Stars.
Production : 
- 2017 : Qous (m, Dubawi)
- 2018 : Paris (f, Shalaa)
- 2019 : Kaltham (f, Siyouni)
- 2020 : Doha (f, Sea The Stars) : 2e Atalanta Stakes (Gr.3), 5e Nassau Stakes.
- 2024 : N. (f, Frankel)

## Origines
Qu'elle fut rachetée à 22 000 euros yearling laisse penser que les origines de Trêve ne sont pas les plus en vogue. Certes son père, Motivator, qui fut pourtant un lauréat de Derby d'Epsom et termina 5e de l'Arc de Hurricane Run, est un étalon relativement peu prisé, faisant la monte à £ 10 000 quand il conçut Trêve (tarif descendu à £ 5 000 en 2012, avant que les succès de sa fille l'ait fait remonter à 15 000 € en 2015, avant de redescendre à 5 000 € en 2023), mais qui peut se prévaloir de quelques éléments de valeur, dont la bonne Ridasiyna, lauréate d'un Prix de l'Opéra, mais aussi d'être le père de mère des champions japonais Titleholder (Kikuka Shō, Tenno Sho, Takarazuka Kinen) et Sol Oriens (Satsuki Shō).  

 
Mais côté maternel, Trêve, qui est la sœur de l'honnête Trois Rois (par Hernando), 3e d'un Prix Greffulhe, est issue d'une grande famille du Haras du Quesnay qui remonte à la championne Trillion. Celle-ci courut pas moins de 31 fois, remportant le Prix Ganay et plusieurs groupes 2, se plaçant dans les Prix de l'Arc de Triomphe, de Diane, Royal Oak, avant de connaître une seconde et brillante carrière aux États-Unis où elle reçut l'Eclipse Award de jument de l'année 1979 et termina, comme à son habitude, deuxième dans plusieurs groupe 1 (Canadian International Stakes, Turf Classic Invitational Stakes, Washington, D.C. International, Oak Tree Invitational Stakes). Trillion  assura sa descendance au stud grâce à la bonne poulinière Barger (par Riverman), mais surtout elle eut pour fille une autre grande championne, encore meilleure qu'elle (et qui courut encore plus qu'elle : 41 fois), Triptych. 

### Pedigree
| Origines de Trêve (FR), jument baie née en 2010 | Origines de Trêve (FR), jument baie née en 2010 | Origines de Trêve (FR), jument baie née en 2010 | Origines de Trêve (FR), jument baie née en 2010 |
| ----------------------------------------------- | ----------------------------------------------- | ----------------------------------------------- | ----------------------------------------------- |
| Père Motivator b. 2002                          | Montjeu b. 1996                                 | Sadler's Wells b. 1981                          | Northern Dancer                                 |
| Père Motivator b. 2002                          | Montjeu b. 1996                                 | Sadler's Wells b. 1981                          | Fairy Bridge                                    |
| Père Motivator b. 2002                          | Montjeu b. 1996                                 | Floripedes b. 1985                              | Top Ville                                       |
| Père Motivator b. 2002                          | Montjeu b. 1996                                 | Floripedes b. 1985                              | Toute Cy                                        |
| Père Motivator b. 2002                          | Out West b. 1994                                | Gone West b. 1984                               | Mr. Prospector                                  |
| Père Motivator b. 2002                          | Out West b. 1994                                | Gone West b. 1984                               | Secrettame                                      |
| Père Motivator b. 2002                          | Out West b. 1994                                | Chellingoua b. 1983                             | Sharpen Up                                      |
| Père Motivator b. 2002                          | Out West b. 1994                                | Chellingoua b. 1983                             | Uncommitted                                     |
| Mère Trévise b. 2000                            | Anabaa b. 1992                                  | Danzig b. 1977                                  | Northern Dancer                                 |
| Mère Trévise b. 2000                            | Anabaa b. 1992                                  | Danzig b. 1977                                  | Pas de Nom                                      |
| Mère Trévise b. 2000                            | Anabaa b. 1992                                  | Balbonella b. 1984                              | Gay Mecene                                      |
| Mère Trévise b. 2000                            | Anabaa b. 1992                                  | Balbonella b. 1984                              | Bamieres                                        |
| Mère Trévise b. 2000                            | Trevillari b. 1987                              | Riverman b. 1969                                | Never Bend                                      |
| Mère Trévise b. 2000                            | Trevillari b. 1987                              | Riverman b. 1969                                | River Lady                                      |
| Mère Trévise b. 2000                            | Trevillari b. 1987                              | Trevilla b. 1981                                | Lyphard                                         |
| Mère Trévise b. 2000                            | Trevillari b. 1987                              | Trevilla b. 1981                                | Trillion (famille 4-n)                          |